# Protonotarie
Protonotarie, den främste bland notarierna, är en tjänstebenämning för en rättsvårdande tjänsteman. Titeln är sedan 1850 avskaffad i Sverige men används alltjämt i bland annat Australien, Kanada, vissa amerikanska delstater, inom Romersk-katolska kyrkan och Konstantinopels ekumeniska patriarkat. Den har sitt ursprung i Bysantinska riket men kom under medeltiden att användas även av de frankiska och sedan tyska hovkanslierna.

### Fotnoter
1. 1 2  Svenskuppslagsbok.se 1955